# Porúbka (Košice)
Porúbka é um município da Eslováquia, situado no distrito de Sobrance, na região de Košice. Tem 10,76 km² de área e sua população em 2018 foi estimada em 414 habitantes.

## Demografia
| Ano:        | 1994 | 2004   | 2014   | 2024   |
| ----------- | ---- | ------ | ------ | ------ |
| Broj ljudi: | 473  | 460    | 420    | 400    |
| Razlika:    |      | -2,74% | -8,69% | -4,76% |

| Ano:               | 2023 | 2024   |
| ------------------ | ---- | ------ |
| Número de pessoas: | 409  | 400    |
| Diferença:         |      | -2,20% |